# Miguel Donoso Pareja
Miguel Donoso Pareja (Guayaquil, 13 de julio de 1931 - 16 de marzo de 2015) fue un escritor ecuatoriano.
Fue galardonado con el Premio Nacional de Ecuador en la literatura, el Premio Eugenio Espejo, en el año 2006 por el presidente de Ecuador.

## Biografía

### Origen familiar y primeros años
El padre de Donoso Pareja fue Miguel Donoso Moncayo (1896-1971) de Quito y su madre era Leonor Pareja Diezcanseco de Guayaquil. Su tío fue el novelista y diplomático Alfredo Pareja Díez Canseco (1908-1993).

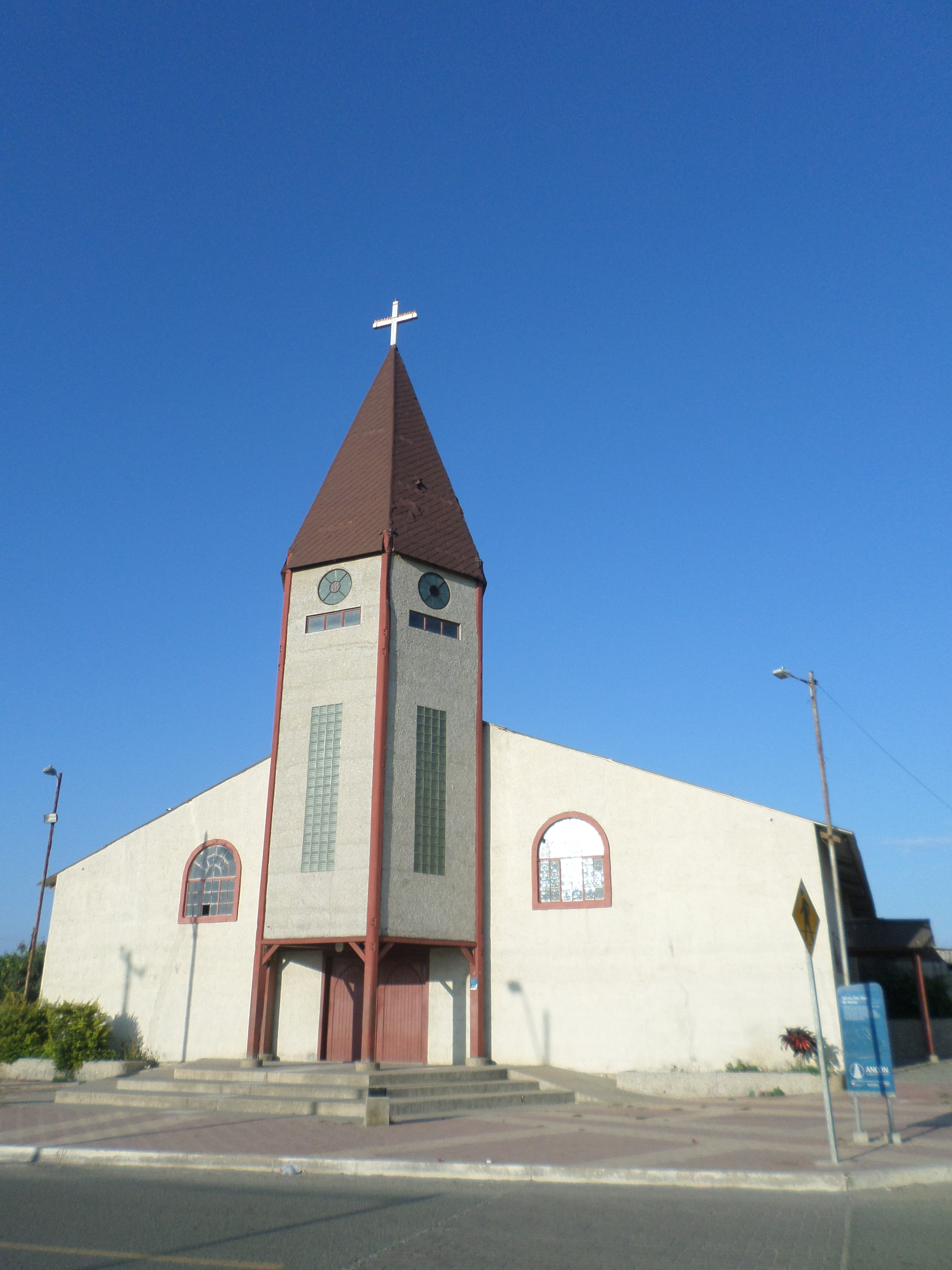
Ancón, donde viviría su infancia

Su infancia la llevó a cabo en Ancón por el trabajo de su padre en la marina. Por decisión familiar el haría educación en el hogar, lo que afectaría en el futuro su forma de ser, acercándole a los libros y convirtiéndole en una persona tímida. Para la adolescencia iría a Guayaquil donde continuaría su educación. A partir de 1951, Donoso Pareja frecuentaba la casa de Enrique Gil Gilbert en Guayaquil, donde se involucró con otros jóvenes poetas y escritores de la época. En 1962 se afilió al Partido Comunista. En 1963 se convirtió en el jefe de recaudación de fondos del semanario "El Pueblo", que era la principal publicación del Partido Comunista en Guayaquil. En tan sólo unas semanas la policía allanaron y saquearon su casa, acusándolo de ser un terrorista. Tomaron fotos de él con pequeñas piezas de metal que parecían contener pólvora, y los periódicos publicaron estas fotografías y lo acusaron de tener granadas. Fue liberado después de 2 días, pero un gran daño ya estaba hecho a su reputación.

### Exilio a México
Unas semanas más tarde, el 11 de julio de 1963, la junta militar de Ramón Castro Jijón tomó el control de Ecuador, y Donoso Pareja pasó a la clandestinidad, los periódicos dijeron que "pasó a la clandestinidad". Una tarde estableció una reunión secreta con sus hijas en el cine Odeon, entró cuando las luces estaban apagadas y era capaz de hablar con ellos, pero la policía lo había seguido, y lo detuvieron en medio de un gran tumulto y gritos. Fue detenido en el cuartel de la prisión durante diez meses sin juicio. Luego fue expulsado a México, se le dio un pasaporte turístico, y puesto en libertad sin ningún dinero. Él tuvo que solicitar la ayuda de sus amigos con el fin de darse el lujo de viajar fuera del país.
En México trabajó como profesor de literatura y escritura en diversas instituciones, entre ellas la Universidad Nacional Autónoma de México y el Instituto Nacional de Bellas Artes. También trabajó como escritor para los periódicos. En 1976 dirigió la revista "Cambio" junto con otros famosos escritores como Juan Rulfo, Julio Cortázar, José Revueltas, Pedro Orgambide y Eraclio Zepeda, hasta la publicación definitiva de la revista en 1981.
En 1976 escribió "Día tras día", que es una novela sobre su exilio. En 1981, casi 18 años después de haber sido expulsado de Ecuador, decidió volver a su tierra natal, dejando atrás a su empleo y amigos en México. Ese año escribió "Nunca más el mar", una novela sobre su regreso del exilio.
En esta época también contraería matrimonio con Judith Gutiérrez Moscoso, oriunda de Babahoyo. La pareja se divorció en 1967 y tuvieron tres hijos: Leonor, que murió en la adolescencia, María del Carmen y Miguel Donoso Gutiérrez, quien fue autor de un libro de cuentos titulado "Punta de Santa Clara", que recibió el Premio José de la Cuadra (1982). Posteriormente se casó con Aralia López González, natural de La Coruña, que se crio en Cuba. La pareja se divorció en 1979. 

### Regreso a Ecuador
En 1985 Donoso Pareja recibió una beca a Guggenheim Fellowship de $ 26 000 para escribir ficción, que luego viajó varios meses a España y otros países europeos y gastó todo el dinero, por lo que regresó a Ecuador, se encerró en un apartamento prestado, y escribió 22 historias de amor, que expresaron un profundo sentimiento de soledad y desesperación. Las historias fueron publicadas en un libro titulado "Lo mismo que el olvido". A su regreso a Ecuador se casaría una tercera vez en 1987 con Isabel Huerta Noboa, con quien vivió hasta su muerte en 2015. En 1987 fue elegido presidente de la Casa de la Cultura Ecuatoriana del Guayas, y se trasladó permanentemente a Guayaquil.

### Últimos días
Sus últimos años los vivió sufriendo de la enfermedad de Parkinson. Falleció el 16 de marzo de 2015. Fue cremado y sus cenizas fueron lanzadas al mar como su último deseo."Tras la muerte del escritor guayaquileño Miguel Donoso Pareja, el ministro de Cultura y Patrimonio, Francisco Borja, dispuso el 17 de marzo de 2015 que a partir del siguiente mes de abril se retomen los talleres literarios en las capitales de tres provincias del país"

## Características de su obra

### Los talleres literarios

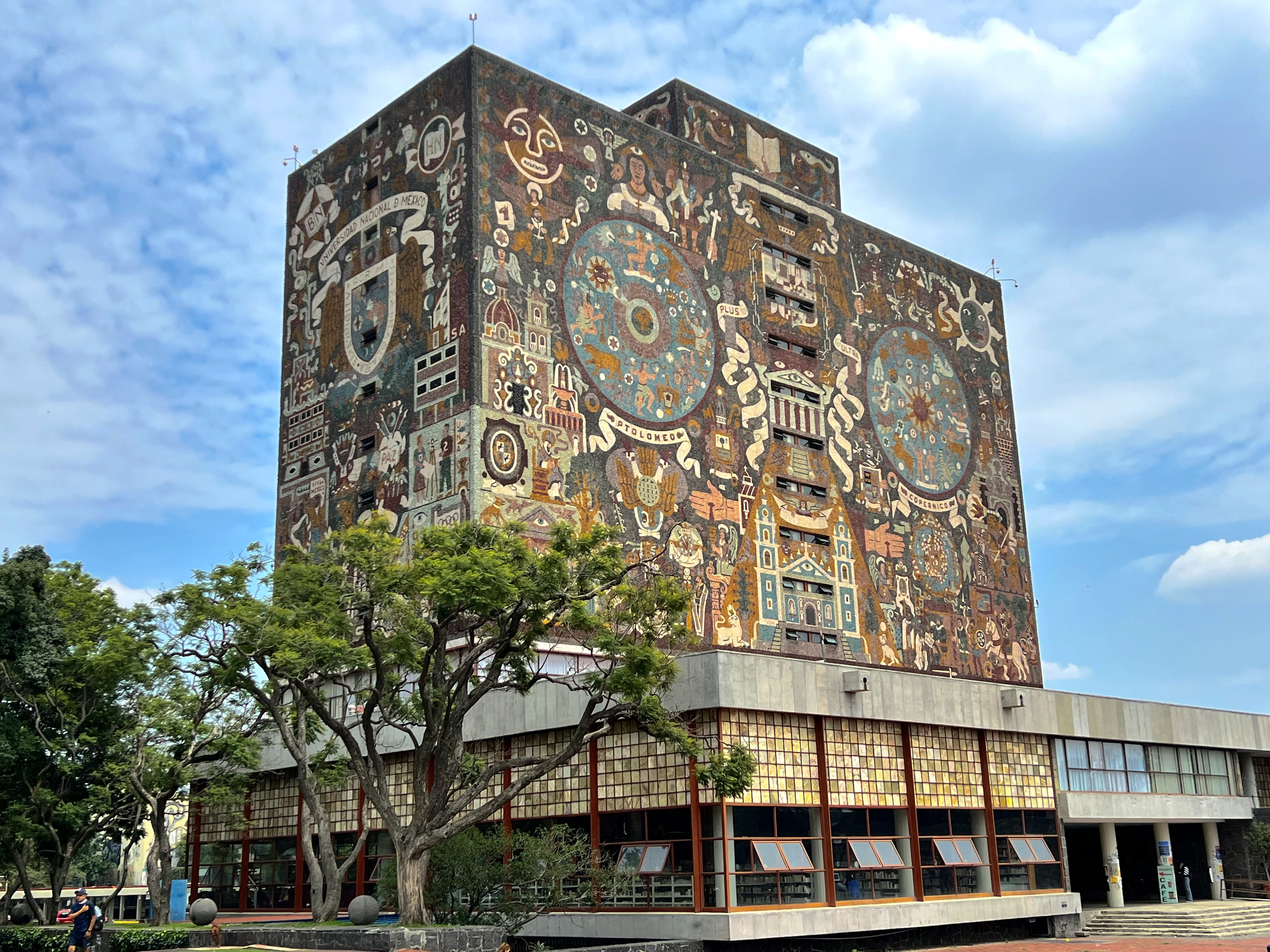
La UNAM donde dirigiría uno de los talleres literarios

Su trabajo con los talleres literarios empieza en la década de los setenta cuando viajó a México motivo del exilio político que vivió. Ahí sería coordinador del taller de literatura de la UNAM así como en San Luis Potosí del Instituto Nacional de Bellas Artes. Su rol sería el de supervisor nacional de dichos talleres. Su trabajo continuaría a su regreso a Ecuador cuando entre 1982 a 1985 dirigiría los talleres de literatura de la Casa de la Cultura Ecuatoriana. A través de ellos fue muy influyente en la nueva generación de escritores como Juan Villoro, David Ojeda, José de Jesús Sampedro e Ignacio Betancour en México o Jorge Velasco Mackenzie, Jorge Martillo, Gilda Holst, Huilo Ruales, Byron Rodríguez y Raúl Vallejo en Ecuador. Su trabajo fue muy apreciado aunque no estuvo libre de críticas sobre todo de escritores tradicionalistas que veían a los talleres como una especie de fábrica de escritores que terminaba uniformizando la creatividad. Sin embargo, Donoso pareja siempre se mostró de manera abierta y buscó el impulso de la creatividad personal de cada escritor. Su legado fue resumido por Juan Villoro de la siguiente manera: 
Al frente del taller de la UNAM nunca impuso un estilo definido, su imparable [sic] magisterio fue una invitación al riesgo; su temperamento irónico, que alternaba el desafío con la protección, nos llevó a una paradoja decisiva: lo único que podía rescatarnos de nosotros mismos era una voz propia.

### Su trabajo como crítico

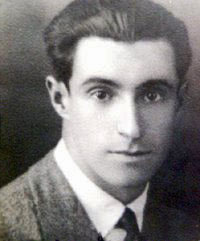
Pablo Palacio

Donoso Pareja fue un muy influyente crítico literario. Su estilo se podía resumir como una crítica estructural, no se basaba tanto en argumentos subjetivos del lector como si algo "le gusta o no", sino que siempre se refería a la obra en cuestión: cómo se armaban los textos, que sentido tenía la historia, las relaciones entre personajes, entre otras cosas. Era una crítica inmanente a la obra de arte, y se enfocaba siempre en hechos técnicos. A Donoso Pareja se le debe la nueva lectura de la literatura de los años treinta que no se reducía monolíticamente al realismo social. Fue él quien hizo una relectura muy fértil de dicho periodo para rescatar a dos autores muy importantes:
Los maestros básicos de nuestra entrada en la modernidad narrativa son Pablo Palacio, por un lado, y, por el otro, José de la Cuadra; Palacio por la verticalización del discurso, De la Cuadra por su acercamiento a lo 'real maravilloso'.
De esta forma se creaba una vertiente alternativa al realismo social tradicional de Ecuador. Al recuperar a Pablo Palacio un escritor que era casi desconocido en otros países pero cuya calidad narrativa está en la línea de autores como Macedonio Fernández o Roberto Arlt. Además editaría un volumen de crítica literaria con estudios para autores cómo Antonio Cornejo Polar, Jorge Ruffinelli, Renato Prada Oropeza, Hernán Lavín Cerda, Humberto Robles, Wilfrido Corral y Alfredo Pareja Diezcanseco. Esto sería editado bajo la serie "Valoración múltiple" de la Casa de las Américas. Además de esto, fue un gran difusor cultural en Latinoamérica. Destacó junto a Julio Cortázar, Pedro Orgambide, José Revueltas, Juan Rulfo y Eraclio Zepeda, con quienes dirigió entre los años 1976 y 1981, la revista Cambio. Además entre los años 1982 y 1985, fue consejero del editorial El Conejo para Ecuador, lo que complementó con su dirección en 1989 de la campaña de alfabetización "Monseñor Leonidas Proaño" para la provincia del Guayas. Su vínculo con la Casa de la Cultura Ecuatoriana fue estrecho y entre los años 1987 y 1991 fue presidente del núcleo del Guayas de dicha organización.

### La poesía
Aunque a Miguel Donoso Pareja se le conoce por su trabajo con la novela, sus ensayos y los talleres, la poesía no le fue ajena. Desde sus inicios como escritor cuando publicó en 1963 "Los invencibles" y que le ganó una mención en Casa de las Américas, su producción poética no paró hasta el año 1994 cuando publicó "Última canción del exilado". Los temas que fueron clave para su poesía tienen que ver el exilio, su vida entre México y Ecuador, el retorno, el mar, el adiós. Siempre se guiaba por la frase de Flaubert "Todo lo que creamos es cierto" y lo complementaba con la frase "la realidad es lo increíble". Sus escritos poéticos los calificó como "un atrevimiento" porque no se consideraba un gran poeta. Sin embargo su obra fue bien recibida también en este género literario. Raúl Vallejo destaca el poema XXVIII de "Última canción" donde dice:
El pasado no existe, pero es nuestro,
se desdibuja en la pupila, salta
en la quietud del ojo, anula
la terquedad de recordarte.
Yo estoy aquí, le dice, fijame,

tienes que ser mi testimonio.

### La novela experimental
Destacó dentro de la novela experimental, al igual que autores como Julio Cortázar y Juan Carlos Onetti. Su novela Henry Black fue recalcada junto a Rayuela por José de Jesús Sampedro quien decía:
Tanto Rayuela como Henry Black suponen una novedad de estructura, un dramático mensaje sobre el amor, la acción y el pensamiento, una crítica al sistema cultural y -en Henry Black- una crítica política de manera expresa [ ... ] pero también en estas dos novelas la conciencia se enfrenta a su exterminio». Estamos ante un texto que exige al lector el enfrentamiento con el laberinto sin salida que es la existencia humana, como dice el narrador: «Cualquier parte es igual [ ... ] todo está en nosotros. Con nuestra conciencia determinamos el espacio y el tiempo, pero estos determinan también nuestra conciencia. Estamos en un círculo vicioso. Jamás podremos salir». 
No sería la única novela experimental que destacaría de Donoso Pareja puesto que Día tras día escrita en 1976 también sería recibida por la crítica como una obra donde se necesita afrontar y comprender una situación existencial que logre resumir todo lo que es en una vida y todo lo que puede ser una muerte. Esta obra empieza con la frase «Yo prometí morir antes que tú y no lo hice», a partir de lo cual desarrolla un triángulo erótico para explicar un encuentro imposible entre los protagonistas. Día tras día se relacionaría con Henry Black de la siguiente manera: la primera reproducía la estaticidad del encierro donde se busca el ser en uno mismo a partir de la vida en una celda, la segunda en cambio se busca a sí mismo en el exterior, a través de la entrada en contacto con el mundo. Por otro lado, Nunca más el mar que sería publicado en 1981 continua con esta exploración estética a través del trabajo simbólico paradójico entre lo particular y lo general. Una mujer al mismo tiempo son todas y ninguna, la muerte son todas las muertes posibles y ninguna. La novela en otras palabras, recorre al mismo tiempo la vida solitaria e incomprendida de su personaje y da un testimonio exasperante del subdesarrollo que caracteriza a los habitantes de ese país. La literatura de Donoso Pareja buscó desmitificar los fundamentos de nuestra identidad: el suelo natal, es decir la patria. Además de estas novelas también escribió varios cuentos especialmente a partir del año 1986 cuando publicaría "Lo mismo que el olvido" a lo que le sucedería "Todo lo que inventamos es cierto" cuatro años más tarde y "El otro lado del espejo: antología personal" en 1996. De esta manera Miguel Donoso Pareja se consagraba como un escritor versátil al incursionar tanto en la novela, cuento, poesía, ensayo, crítica. Lo que faltaría apenas sería el último horizonte tan acorde a su forma de ver el mundo, la literatura infantil. Para ello trabajaría con los títeres.

### Los títeres
Su obra en este sentido fue rescatado por Rafael Díaz Ycaza a través de la narración de su rol en el impulso de las funciones de títeres en la ciudad de Guayaquil. Donoso Pareja fue un gran promotor cultural y se caracterizó siempre por un carácter sencillo que le permitía formar parte de círculos eruditos literarios, talleres de aprendices y campañas masivas de difusión de las letras como la alfabetización y los títeres. Publicó su cuento "Títere" publicado en Krelko en 1962, que sería su primer libro. Ahí se puede ver ya en ciernes todos los elementos de la obra de Donoso Pareja, su afirmación de la ficción sobre la realidad, una estructura sofisticada en la que el narrador se ve a sí mismo y a lo largo de la historia se producen desdoblamientos.

## Legado y memoria

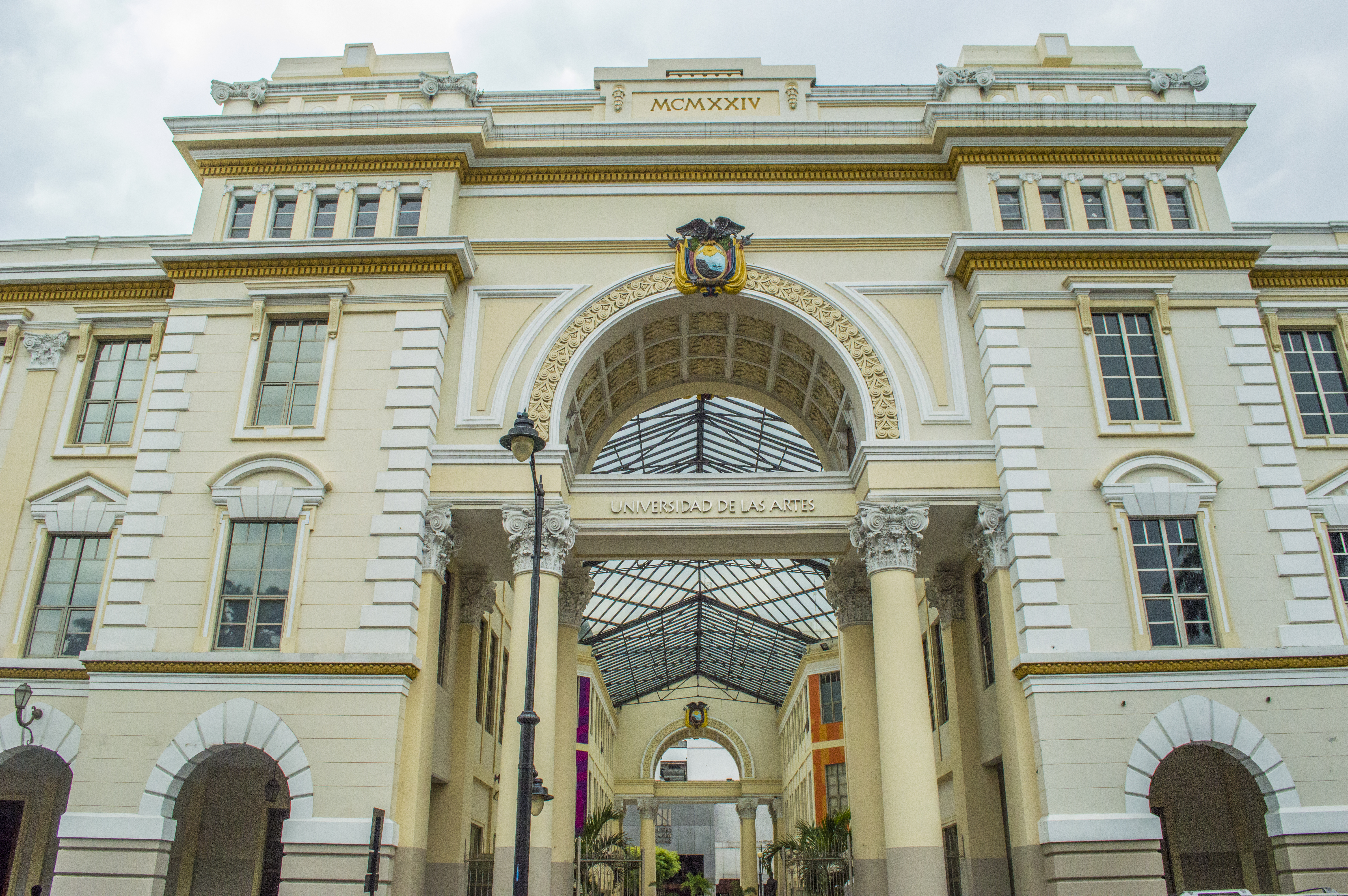
Fachada del edificio de la Universidad de las Artes de Ecuador, que se encuentra en la ciudad de Guayaquil donde se abrió la Librería "Miguel Donoso Pareja" creada por el Fondo de Cultura Económica

Miguel Donoso Pareja Fue uno de los escritores más destacados de la segunda mitad del siglo XX. Su influencia tanto en Ecuador como en el resto de Latinoamérica fue amplia y sus criterios literarios influyentes.  
En el caso de Ecuador, su obra fue importante porque al mismo tiempo permitió la superación del realismo social y logró una mayor representación de la región costa en la cultura. Su figura fue una alternativa a la de Benjamín Carrión que había dominado durante la primera mitad del siglo XX en varias dimensiones. Por un lado, Carrión representaba el autor oficial del país, comprometido políticamente, enfocado en el realismo social, y con fuerte influencia de la región andina. Por otro lado, Donoso Pareja fue un autor que vivió gran parte de su vida en el exilio, que no ponía sus preferencias políticas primero que el arte, que desarrolló una obra más experimental antes que social y que siempre representó la forma de ser de la costa. Esto lo hizo en su trabajo como crítico literario al rescatar a autores como José de la Cuadra (dentro del realismo mágico), César Dávila Andrade y Pablo Palacio. También lo desarrolló como autor a través de sus novelas experimentales como "Henry Black", "Día tras día" y "Nunca más el mar". 
En el caso internacional, su influencia en México fue importante por su trabajo dentro de los talleres literarios y también su colaboración dentro de la revista "Cambio" junto a Juan Rulfo y Julio Cortázar. Donoso Pareja formó parte de una generación de Ecuatorianos que destacaron en dicho país como fueron el sociólogo Agustín Cueva y el filósofo Bolívar Echeverría. En su honor el Fondo de Cultura Económica creó la "Librería Miguel Donoso Pareja" en la Universidad de las Artes de la ciudad de Guayaquil. 

## Obras
Poesía
- La mutación del hombre, 1957
- Las raíces del hombre, 1958
- Los invencibles, 1963
- Primera canción del exiliado, 1966, edición bilingüe
- Cantos para celebrar una muerte, 1977
- Última canción del exiliado, 1994
- Adagio en G mayor para una letra difunta, 2002

Libros de cuento
- Krelko y otros cuentos, 1962
- El hombre que mataba a sus hijos, 1968
- Lo mismo que el olvido, 1986
- Todo lo que inventamos es cierto, 1990
- El otro lado del espejo: antología personal, 1996
- La cabeza del náufrago, 2009
- Cuentos completos, 2014

Novela
- Henry Black, 1969
- Día tras día, 1976
- Nunca más el mar, 1981
- Hoy empiezo a acordarme, 1994
- La Muerte de Tyrone Power en el monumental del Barcelona, 1997
- Leonor, 2006

Periodismo
- La hora del lobo, 1970, una colección de textos sobre literatura y cine

Memorias noveladas
- A río revuelto: memorias de un yo mentiroso, 2001
- La garganta del diablo: anotaciones póstumas del yo mentiroso, 2004
- La tercera es la vencida: últimas palabras y el oscuro resplandor, 2011

Ensayo
- Nuevo realismo ecuatoriano: la novela después del 30, 1984, 91 págs.
- Los grandes de la década del 30, 1985, 114 págs.
- La narrativa española actual, 1987, 22 págs.
- La literatura de protesta en el Ecuador, 1988, publicado en la Revista Iberoamericana de la Universidad de Pittsburgh
- Narrativa peruana de hoy, 1989, 126 págs.
- Sin ánimo de ofender, 1990, 184 págs.
- Ecuador: identidad o esquizofrenia, 1998 (198 págs.), 2000 (256 págs.) y 2004 (318 págs.)
- Nuevo realismo ecuatoriano, 2002, 243 págs.
- El taller Literario como Aprendizaje Compartido: El banco central y la formación de nuevos escritores, 2004,180 págs.[9]
- El texto como prueba: amorfinos del fútbol y la literatura, 2007, 152 págs.
- Novelas breves del Ecuador, 2008, 165 págs. Textos escritos en 1984 como prólogos para una colección de la editorial El conejo
- Guayaquil 100 años después de Joaquín Gallegos Lara, Ángel Felicísimo Rojas y Demetrio Aguilera Malta, 2009, 63 págs.
- Alfredo Pareja Diezcanseco: leyenda y realidad de un hombre de reflexión, seguido de: Humberto Salvador un excluido de la vanguardia, 2010, 75 y 36 págs.
- Obras completas: ensayos, 2014, 671 págs.
  - Contiene además de un "Estudio introductorio", los textos: Ecuador: identidad o esquizofrenia; Los grandes de la década del treinta; Nuevo realismo ecuatoriano: la novela después del treinta; Novelas breves del Ecuador; La violencia en el Ecuador y una respuesta identitaria

Como coautor
- Chile: ¿cambio de gobierno o toma del poder, 1971, con: Ana Lía Payró, Laura Robles y Carlos Suárez
- Maravilloso Ecuador: Quito, Guayaquil, Carchi e Imbabura, Esmeraldas y Manabí, 2004, con: Jorge Icaza, Raúl Pérez Torres, Humberto Vacas Gómez, Edgar Allan García, Alfredo Pareja Diezcanseco
- Identidad guayaquileña: referentes socioculturales de aproximación, 2006 (con: Wellington Paredes Ramírez)

Como editor, compilador o antólogo
- Cuentistas del Ecuador, 1969
- Chile, selección de cuentos, 1969
- Poesía rebelde de América, 1971
- Prosa joven de América hispana, 1972, 2 volúmenes
- Antología de la poesía erótica, 1972 (coeditor con: Gustavo Sainz)
- La violencia en Ecuador, 1973
- Picaresca de la nota roja, 1973
- Las palabras de Juárez, 197...
- Las palabras de Cárdenas, 197...
- Breve antología, 1978, antología de César Dávila Andrade
- Todo el destino a pie: antología de poetas latinoamericanos caídos en las luchas de liberación, 1979
- Antología, 1980, antología de Alfredo Gangotena
- Área chica, 1982
- Libro de posta: la narrativa actual en el Ecuador, 1983
- Poemas de Rafael Díaz Icaza, 1985
- Poemas de Pedro Jorge Vera, 1985
- Poemas de Adalberto Ortiz, 1985
- Recopilación de textos sobre Pablo Palacio, 1987
- Ileana Espinel Cedeño: La madurez desde el comienzo, 1990
- Antología de narradoras ecuatorianas, 1997
- Libro de posta II: nuevos cuentistas de Guayaquil, 2000
- Antología esencial: Ecuador siglo XX, la crítica literaria, 2004
- Cuento ecuatoriano contemporáneo: 1927-2008, 2008

## Libros sobre Miguel Donoso Pareja
- La novelística de Miguel Donoso Pareja: la desgarradura de una errancia (María Luisa Martínez, 2004)
- El encanto del adiós: la vida literaria de Miguel Donoso Pareja (David Sosa Delgado, 2012)
- Breve acercamiento a la ensayística de Miguel  Donoso Pareja (Paúl Puma, 2013)